# Tony Steratore
Tony Steratore (* im 20. Jahrhundert in Washington, Pennsylvania) ist ein US-amerikanischer Schiedsrichter im American Football, der seit der Saison 2000 in der NFL tätig ist. Er trägt die Uniform mit der Nummer 112.

## Karriere
Steratore startete seine NFL-Laufbahn als Back Judge. Sein erstes Spiel – die Washington Redskins gegen die Carolina Panthers – war am 3. September 2000.
In der Saison 2017 leitete er vorerst einmalig als Hauptschiedsrichter das Spiel der Arizona Cardinals gegen die Tampa Bay Buccaneers.
Er war Back Judge in zwei Super Bowls: Im Super Bowl XXXIX im Jahr 2005 in der Crew unter der Leitung von Hauptschiedsrichter Terry McAulay und im Super Bowl XLVI im Jahr 2012 im Schiedsrichtergespann von John Parry.
Aufgrund der COVID-19-Pandemie ließ er sich für die Saison 2020 als Schiedsrichter beurlauben.

## Privates
Tonys jüngerer Bruder, Gene Steratore, war ebenfalls Schiedsrichter in der NFL und ist derzeit Regelanalyst bei CBS Sports.